# Little Rock Challenger 2023 - Doppio
Andrew Harris e Christian Harrison erano i detentori del titolo; Harrison non era presente in questa edizione, mentre Harris ha giocato in coppia con Alex Bolt e sono stati eliminati al primo turno da Yuta Shimizu e Yasutaka Uchiyama.
In finale Nam Ji-sung e Artem Sitak hanno sconfitto Alexis Galarneau e Nicolas Moreno de Alboran con il punteggio di 6–4, 6–4.

## Teste di serie
1. Evan King /  Reese Stalder (primo turno)
2. Ruben Gonzales /  Hans Hach Verdugo (primo turno)

1. Alex Lawson /  Michail Pervolarakis (semifinale)
2. Toshihide Matsui /  Kaito Uesugi (primo turno)

## Wildcard
1. Welsh Hotard /  Benjamin Koch (primo turno)

1. Ryan Harrison /  Vasil Kirkov (quarti di finale)

## Tabellone

### Legenda
| - Q = Qualificato - WC = Wild card - LL = Lucky loser | - ALT = Alternate - SE = Special Exempt - PR = Protected Ranking | - w/o = Walkover - r = Ritirato - d = Squalificato |

|  | Primo turno | Primo turno                     | Primo turno                     | Primo turno | Primo turno |  |  | Quarti di finale | Quarti di finale                | Quarti di finale         | Quarti di finale                | Quarti di finale                |    |   | Semifinali | Semifinali               | Semifinali               | Semifinali                                 | Semifinali                                 |   |   | Finale | Finale | Finale | Finale | Finale |  |
|  |             |                                 |                                 |             |             |  |  |                  |                                 |                          |                                 |                                 |    |   |            |                          |                          |                                            |                                            |   |   |        |        |        |        |        |  |
|  | 1           | E King R Stalder                | 78                              | 3           | [4]         |  |  |                  |                                 |                          |                                 |                                 |    |   |            |                          |                          |                                            |                                            |   |   |        |        |        |        |        |  |
|  |             | S Mansouri R Statham            | 6                               | 6           | [10]        |  |  |                  | S Mansouri R Statham            | S Mansouri R Statham     | 4                               | 61                              |    |   |            |                          |                          |                                            |                                            |   |   |        |        |        |        |        |  |
|  |             | A Kadhe D Masur                 | 6                               | 63          | [6]         |  |  |                  | J-s Nam A Sitak                 | J-s Nam A Sitak          | 6                               | 7                               |    |   |            |                          |                          |                                            |                                            |   |   |        |        |        |        |        |  |
|  |             | J-s Nam A Sitak                 | 1                               | 7           | [10]        |  |  |                  |                                 |                          |                                 |                                 |    |   |            | J-s Nam A Sitak          | J-s Nam A Sitak          | 7                                          | 6                                          |   |   |        |        |        |        |        |  |
|  | 3           | A Lawson M Pervolarakis         | A Lawson M Pervolarakis         | 6           | 7           |  |  |                  |                                 | 3                        | A Lawson M Pervolarakis         | A Lawson M Pervolarakis         | 65 | 2 |            |                          |                          |                                            |                                            |   |   |        |        |        |        |        |  |
|  |             | G Hussey A Walton               | G Hussey A Walton               | 4           | 5           |  |  | 3                | A Lawson M Pervolarakis         | A Lawson M Pervolarakis  | 6                               | 6                               |    |   |            |                          |                          |                                            |                                            |   |   |        |        |        |        |        |  |
|  |             | A Bolt A Harris                 | 4                               | 6           | [7]         |  |  |                  | Y Shimizu Y Uchiyama            | Y Shimizu Y Uchiyama     | 4                               | 2                               |    |   |            |                          |                          |                                            |                                            |   |   |        |        |        |        |        |  |
|  |             | Y Shimizu Y Uchiyama            | 6                               | 4           | [10]        |  |  |                  |                                 |                          |                                 |                                 |    |   |            | Nam Ji-sung Artem Sitak  | Nam Ji-sung Artem Sitak  | 6                                          | 6                                          |   |   |        |        |        |        |        |  |
|  |             | V Durasovic M Gengel            | V Durasovic M Gengel            | 4           | 4           |  |  |                  |                                 |                          |                                 |                                 |    |   |            |                          |                          | Alexis Galarneau Nicolas Moreno de Alboran | Alexis Galarneau Nicolas Moreno de Alboran | 4 | 4 |        |        |        |        |        |  |
|  |             | C Puttergill K Stevenson        | C Puttergill K Stevenson        | 6           | 6           |  |  |                  | C Puttergill K Stevenson        | C Puttergill K Stevenson | 6                               | 7                               |    |   |            |                          |                          |                                            |                                            |   |   |        |        |        |        |        |  |
|  |             | A Dougaz A Escoffier            | A Dougaz A Escoffier            | 6           | 6           |  |  |                  | A Dougaz A Escoffier            | A Dougaz A Escoffier     | 0                               | 65                              |    |   |            |                          |                          |                                            |                                            |   |   |        |        |        |        |        |  |
|  | 4           | T Matsui K Uesugi               | T Matsui K Uesugi               | 4           | 4           |  |  |                  |                                 |                          |                                 |                                 |    |   |            | C Puttergill K Stevenson | C Puttergill K Stevenson | 0                                          | 3                                          |   |   |        |        |        |        |        |  |
|  | WC          | W Hotard B Koch                 | W Hotard B Koch                 | 3           | 1           |  |  |                  |                                 |                          | A Galarneau N Moreno de Alboran | A Galarneau N Moreno de Alboran | 6  | 6 |            |                          |                          |                                            |                                            |   |   |        |        |        |        |        |  |
|  | WC          | R Harrison V Kirkov             | R Harrison V Kirkov             | 6           | 6           |  |  | WC               | R Harrison V Kirkov             | 3                        | 7                               | [8]                             |    |   |            |                          |                          |                                            |                                            |   |   |        |        |        |        |        |  |
|  |             | A Galarneau N Moreno de Alboran | A Galarneau N Moreno de Alboran | 6           | 6           |  |  |                  | A Galarneau N Moreno de Alboran | 6                        | 5                               | [10]                            |    |   |            |                          |                          |                                            |                                            |   |   |        |        |        |        |        |  |
|  | 2           | R Gonzales H Hach Verdugo       | R Gonzales H Hach Verdugo       | 3           | 4           |  |  |                  |                                 |                          |                                 |                                 |    |   |            |                          |                          |                                            |                                            |   |   |        |        |        |        |        |  |